# 오우진 (야구인)
오우진(吳宇鎭, 1979년 1월 31일 ~ )은 전 KBO 리그 야구 선수의 내야수이다.

## 출신학교
- 서울이수초등학교
- 신일중학교
- 휘문고등학교
- 중앙대학교 (1997학번)

## 등번호
- 57번
- 10번